# 1550 Tito
1550 Tito (mednarodno ime je tudi 1550 Tito) je  asteroid tipa S (po SMASS) v glavnem asteroidnem pasu. 
Spada v družino asteroidov Alinda.

## Odkritje
Asteroid je odkril srbski astronom Milorad B. Protić 29. novembra 1937 v Beogradu v Kraljevini Jugoslaviji, sedaj Srbija. Asteroid je poimenovan po predsedniku Jugoslavije Josipu Brozu Titu.

## Lastnosti
Asteroid Tito obkroži Sonce v 4,06 letih. Njegova tirnica ima izsrednost 0,313, nagnjena pa je za 8,860 ° proti ekliptiki. Okoli svoje osi pa se zavrti v 54,2 urah .